# Río Zamora (Ecuador)
El río Zamora es un río del sureste del Ecuador, una de las fuentes del río Santiago, a su vez afluente del río Marañón, y, por tanto, parte de la cuenca superior del río Amazonas. Tiene una longitud de unos 183 km.
Era conocido por los españoles como río Yaya Mayu, por una población shuar encontrada cerca del río.
La naciente del río Zamora se origina en el parque nacional Podocarpus, específicamente del Nudo de Cajanuma, en unas lagunas situadas a más de 3200 m, en el límite entre la provincia de Loja (a cuya capital Loja abastece) y la provincia de Zamora Chinchipe, en la que enseguida se encamina. Su caudal, y el valle formado, tras describir una curva en dirección noroeste, pronto toma la dirección general noreste, que mantendrá en casi todo su curso. Pasa pronto por la ciudad de Zamora, y a unos 970 m s. n. m. (y con 10.355 habitantes), la capital provincial y cabecera del cantón homónimo, en donde confluyen los ríos Bombuscaro y Jamboé. Continúa por Timbara, Cumbaratza, Suapaca, Nanguipa, Yantzaza (9.970 hab.) y Muchime. Luego recibe por la derecha y llegando del sur, en Los Encuentros, al río Nangaritza. Continúa hacia el noreste alcanzado Pincho, Quimi y Gualaquiza.
Sigue ahora por la provincia de Morona Santiago, un tramo bastante montañoso que finaliza al confluir con el río Namangoza, que le aborda por la izquierda procedente del norte, dando origen así al río Santiago, que continuará su discurrir por territorio peruano hasta desaguar en el Marañón.
En la provincia de Zamora Chinchipe el río forma la cuenca hidrográfica principal, la más larga y extensa, a lo largo de la cual se han asentado las principales poblaciones que vierten en él sus aguas residuales.

## Afluentes
Los principales afluentes que pertenecen a la cuenca hidrográfica del río Zamora son los siguientes:
- En la provincia de Loja: río Malacatos, río Jipiro y río Zamora Huayco.
- En la provincia de Zamora Chinchipe: río Tambo Blanco, río San Francisco, río Sabanilla, río Bombuscaro, río Jamboé, río Nambija, río Yacuambi, río Chicaña, río Nangaritza, río Pachicutza y río Chuchumbletza.
- En la provincia de Morona Santiago: río Bomboiza (66 km) y río Bobonaza.

## Historia
El río Zamora es emblemático para la ciudad de Loja; sea porque varios poetas han escrito sobre él, sea porque la canción del maestro Emiliano Ortega (letra) y de Cristóbal Ojeda Dávila (música) "Alma Lojana" es una de las más populares entre los habitantes de esta ciudad.
Antes de la llegada de los españoles, durante el periodo incaico, el río habría llevado el nombre de Guacamaná según los datos del P. Juan de Velasco  y la interpretación del Dr. Rafael Riofrío en su ensayo denominado "Fundación de Loja".